# Fuji (appel)

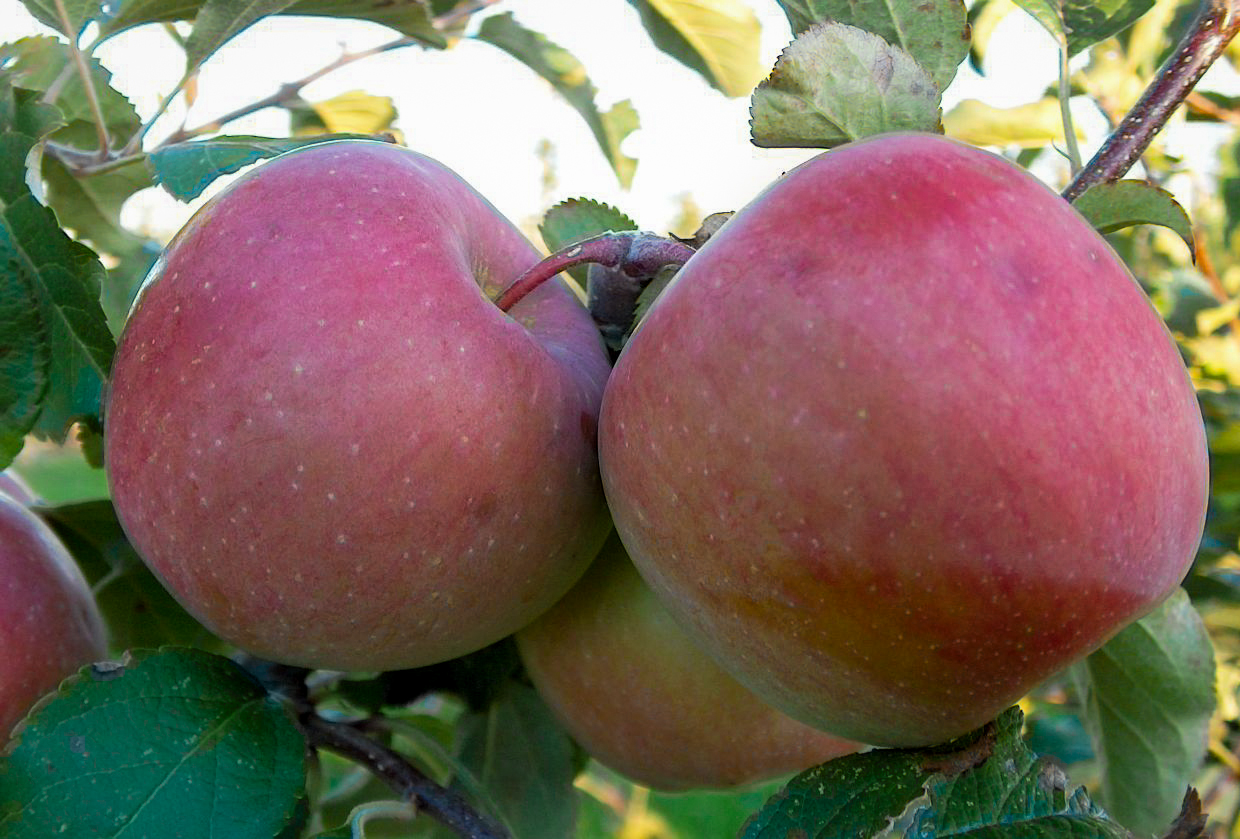

De Fuji is een appel.

## Geschiedenis
Deze zoete appel die in 1939 op het Tohoku Research Station in Morioka in Japan werd verkregen, is een kruising van de Red Delicious met de Ralls Genet. In 1962 werd de appel in de handel gebracht.

## Beschrijving
Het suikergehalte bedraagt 9 tot 11 %. De appels hebben ook een hoog gehalte aan flavonoïden, zo'n 30% meer dan in Jonagold, maar de meeste flavonoïden zitten in de schil van de appel. De pluktijd is eind oktober en eind november is de vrucht eetrijp. De grondkleur is groen tot geelgroen. De dekkleur varieert van roze tot bruinrood of donkerrood-violet gestreept.
'Fuji' wordt vooral geteeld in Zuid-Europa, Australië, China en Japan. In Nederland is de teelt niet van de grond gekomen vanwege de zeer late pluk, bewaarproblemen en de zoete smaak.

## Varianten
Er zijn verscheidene mutanten. De meest geteelde zijn 'Nagafu', 'Red Sport', 'Aki Fu', 'Yataka' en 'Kiku'.

## Afbeelding

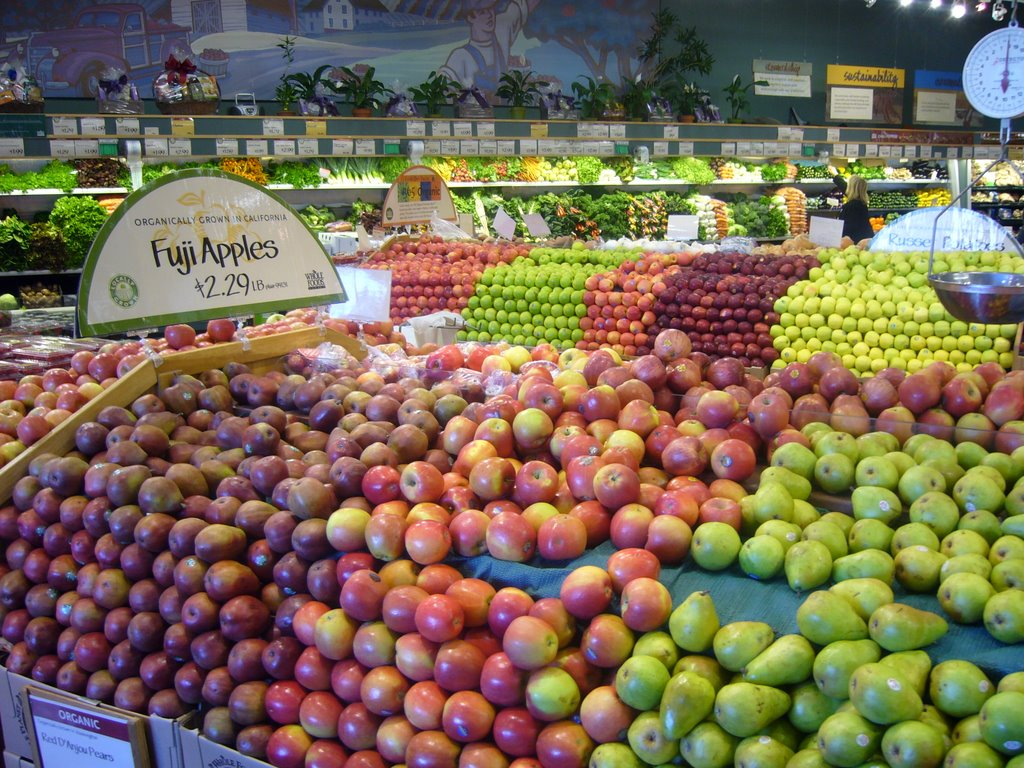
'Fuji' in de supermarkt